# العلاقات الصينية البوليفية
العلاقات الصينية البوليفية هي العلاقات الثنائية التي تجمع بين الصين وبوليفيا.

## مقارنة بين البلدين
هذه مقارنة عامة ومرجعية للدولتين:
| وجه المقارنة                                              | الصين                    | بوليفيا                                          |
| --------------------------------------------------------- | ------------------------ | ------------------------------------------------ |
| المساحة (كم2)                                             | 9.60 مليون               | 1.10 مليون                                       |
| عدد السكان (نسمة)                                         | 1.33 مليار               | 11.05 مليون                                      |
| الكثافة السكانية (ن./كم²)                                 | 138.54                   | 10.05                                            |
| العاصمة                                                   | بكين                     | سوكري، لاباز                                     |
| اللغة الرسمية                                             | اللغة الصينية القياسية   | اللغة الإسبانية، اللغة الأيمرية، كتشوا، غوارانية |
| العملة                                                    | رنمينبي                  | بوليفاريو بوليفي                                 |
| الناتج المحلي الإجمالي (بليون دولار)                      | 12.24 تريليون            | 37.51 مليار                                      |
| الناتج المحلي الإجمالي (تعادل القوة الشرائية) بليون دولار | 19.82 تريليون            | 74.58 مليار                                      |
| الناتج المحلي الإجمالي الاسمي للفرد دولار أمريكي          | 8.03 ألف                 | 3.08 ألف                                         |
| الناتج المحلي الإجمالي للفرد دولار أمريكي                 | 13.21 ألف                | 6.63 ألف                                         |
| مؤشر التنمية البشرية                                      | 0.728                    | 0.662                                            |
| رمز المكالمات الدولي                                      | +86                      | +591                                             |
| رمز الإنترنت                                              | .cn، .中国 ‏، .中國 ‏      | .bo                                              |
| المنطقة الزمنية                                           | توقيت الصين، ت ع م+08:00 | 00                                               |

## مدن متوأمة
في ما يلي قائمة باتفاقيات التوأمة بين مدن صينية وبوليفية:
- ترتبط داليان مع لاباز باتفاقية توأمة منذ 1988.

## منظمات دولية مشتركة
يشترك البلدان في عضوية مجموعة من المنظمات الدولية، منها:
| علم المنظمة | اسم المنظمة                        | تاريخ انضمام الصين | تاريخ انضمام بوليفيا |
| ----------- | ---------------------------------- | ------------------ | -------------------- |
|             | الاتحاد البريدي العالمي            | ?                  | ?                    |
|             | مؤسسة التنمية الدولية              | 24 سبتمبر 1960     | 21 يونيو 1961        |
|             | منظمة حظر الأسلحة الكيميائية       | ?                  | ?                    |
|             | منظمة التجارة العالمية             | 11 ديسمبر 2001     | 12 سبتمبر 1995       |
|             | الأمم المتحدة                      | 25 أكتوبر 1971     | 14 نوفمبر 1945       |
|             | وكالة ضمان الاستثمار متعدد الأطراف | 30 أبريل 1988      | 3 أكتوبر 1991        |
|             | منظمة الشرطة الجنائية الدولية      | ?                  | ?                    |
|             | مؤسسة التمويل الدولية              | 15 يناير 1969      | 20 يوليو 1956        |
|             | الاتحاد الدولي للاتصالات           | 1 سبتمبر 1920      | 1 يونيو 1907         |
|             | البنك الدولي للإنشاء والتعمير      | 27 ديسمبر 1945     | 27 ديسمبر 1945       |
|             | يونسكو                             | 4 نوفمبر 1946      | 13 نوفمبر 1946       |

## وصلات خارجية
- موقع وزارة الخارجية الصينية
- موقع وزارة الخارجية البوليفية